# امنیت ملی و نظام اقتصادی ایران
امنیت ملی و نظام اقتصادی ایران عنوان کتابی است نوشته حسن روحانی که به مسائلی مثل اقتصاد ایران، انرژی، تورم، اشتغال، فساد اقتصادی، جهانی شدن و... و رابطه آن با امنیت ملی پرداخته است.

## فهرست مطالب
۱. مروری بر مبانی نظری امنیت ملی و تهدیدهای آن
۲. حوزه‌های چالش امنیت ملی از بعد اقتصادی
۳. مروری بر وضعیت نماگرهای کلان اقتصادی کشور
۴. مروری بر نقاط ضعف و قوت، فرصت و تهدیدات اقتصادی کشور
۵. انرژی و امنیت ملی
۶. انرژی هسته‌ای و امنیت ملی
۷. آب و امنیت ملی
۸. فرسایش خاک و امنیت ملی
۹. تهدیدها و ضرورت‌های ناشی از زلزله
۱۰. اشتغال، بازار کار و امنیت ملی
۱۱. مسئله فرار سرمایه انسانی و امنیت ملی
۱۲. پدیده فرار سرمایه و امنیت ملی
۱۳. سرمایه‌گذاری خارجی و امنیت ملی
۱۴. حمل و نقل، ترانزیت و امنیت ملی
۱۵. حکمرانی خوب در اقتصاد و تأثیر آن بر امنیت ملی
۱۶. بحران‌های مالی جهانی و اثر آن‌ها بر امنیت ملی
۱۷. تورم و تأثیر آن بر امنیت ملی
۱۸. چالش‌های سامانه تجارت خارجی در ایران
۱۹. امنیت غذایی و آثار آن بر امنیت ملی
۲۰. فقر، توزیع درآمد و تأثیرات آن‌ها بر امنیت ملی
۲۱. فساد اقتصادی به مثابه تهدید امنیت ملی
۲۲. جهانی شدن و تأثیرات آن بر امنیت ملی
۲۳. نقش دولت در مقابله با بحران‌های اقتصادی (طی سال‌های اجرای برنامه‌های توسعه اقتصادی در کشور)
۲۴. توسعه مطلوب و امنیت ملی